# 大田黒又男
太田黒 又男（おおたぐろ またお、生年不詳 - 1942年）は、日本の軍属、通訳、スパイ。
太平洋戦争においてF機関の通訳として従事、インド独立に影響を与えた藤原岩市のもと、インド国民軍の設立やマレー独立工作に尽力。インド独立運動が本格化する直前に事故死。

## 経歴
熊本県山鹿出身。1924年（大正13年）、太田黒は英国領シンガポールへ留学、現地で英語を学ぶ。以来徴兵猶予願い中の扱いとなり、シンガポール日本小学校で夜学校の英語教師となる。現地でインド人の友人とガンジーやインド独立の話をしながら過ごす。南洋日々新聞の編集長だった志賀によると、塚本という知人から太田黒がスパイであること、太田黒が、古荘と名乗る医者がブキテマ高地の要塞調査のため、残虐な手段で情報収集をしているのを打ち明けた話を聞かされたという。1941年（昭和16年）、日英関係悪化に伴いタイ国バンコクへ疎開。現地で藤原機関員となり、英語通訳となる。太田黒は藤原と在泰印僑の独立運動家、プリタム・シンを面会させ、日本とインド独立運動の共闘関係に尽力した。

## 太平洋戦争
太平洋戦争がはじまると、太田黒はマレー作戦に従事し、藤原少佐、土持則正大尉、プリタム・シンと共にアロルスターへ進出。タニコンの村に英印軍の一個大隊が逃げ込んだ情報を把握し、一行は自動車に乗り非武装で降伏勧告に向かった。そこでイギリス軍将校フィッツパトリック中佐を説得し、武装解除させた。その最中、藤原は英印軍を手際よく指揮するモーハン・シン大尉に強い関心を抱き、アロルスターの治安維持を任せた。藤原とモーハン・シンは関係を深め、インド国民軍を設立させた。また、マレー独立運動家のムスタファ・フセインによると、
太田黒はマレー人からは藤原機関員の中でも温厚な人物として評価されており、藤原からも深い尊敬を抱かれていたという。

## 最期

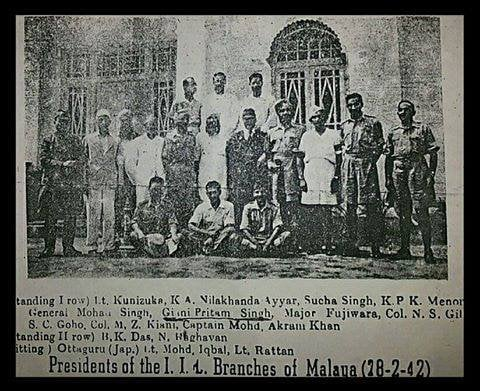
ゴッホ―邸前のインド独立連盟の面々。前列左端に座るのが太田黒。中列左から7人目が藤原。

1942年3月23日、インド国民軍発足に伴い、日本、マレー半島、タイ等の印僑独立運動家を糾合すべく、東京山王ホテルでインド独立会議が企画された。太田黒、プリタム・シン、藤原、モーハン・シンら一行は旅客機二機に分乗し、ラカン飛行場から海南島を経て、上海経由で羽田へ向かおうとした。藤原とモーハン・シンの搭乗機は先に東京へ到着したが、太田黒が乗る九竜号は天候の悪化により上海に取り残されることとなった。そこへ興亜院中支連絡部の中山大佐が便乗し、悪天候を無視して東京に直行するよう強要した。3月24日、飛びだった九竜号は台風にもまれて方向を失い、山に激突した。墜落場所は南アルプス・白倉山の山頂から200ｍ下った數十丈の斷崖であった。この事故で太田黒は、プリタム・シン、マホメッド・アグナム大尉、スワミー教授、アイヤル弁護士、森本秀應大佐、浄土宗僧侶の米野海照軍教授らと共に死亡した。犠牲者数は11名であった。特にインド独立工作の最初期メンバーで在泰印僑だったプリタム・シンは在日印僑と元英印軍の緩衝役が期待されたため、インド独立運動に深刻な損害となった。また、直後に藤原機関の工作員、ハリマオこと谷豊がシンガポールで戦病死した訃報が届き、藤原への追い打ちとなった。また、妻スエノが太田黒の帰国を待っており、不本意ながら藤原とモーハン・シンは遺族に哀悼の意を伝えることとなった。機体の発見は9月24日であった。戦時下の混乱のためか、藤原は墜落現場を北アルプスの焼岳だと誤認した。